# Maatsuyker Islands
Le Maatsuyker Islands sono un gruppo di isole site a sud dell'isola di Tasmania (Australia) nell'oceano antartico e appartenenti alla municipalità di Huon Valley, una delle Local government area della Tasmania.
Il gruppo appartiene al Southwest National Park che a sua volta fa parte della Tasmanian Wilderness World Heritage Area.

## Geografia
Le isole si trovano circa 5,5 km al largo della costa meridionale della Tasmania. Il gruppo è formato da tre isole maggiori, isolotti e gruppi di scogli:
- De Witt Island, l'isola con la maggiore estensione.
- Flat Top Island, isolotto con un'area di 0,016 km², situato a sud di De Witt e vicino a Round Top Island 43°37′48″S 146°22′48″E.
- Flat Witch Island, la terza in ordine di grandezza.
- Maatsuyker Island, che dà il nome al gruppo, è la seconda per grandezza.
- Needle Rocks, conosciuti anche come The Needles, sono un gruppo di scogli con un'area complessiva di 0,1 km²; si trovano poco discosti dal faro di Maatsuyker Island[3] (a sud-ovest dell'isola) 43°39′45″S 146°15′19″E.

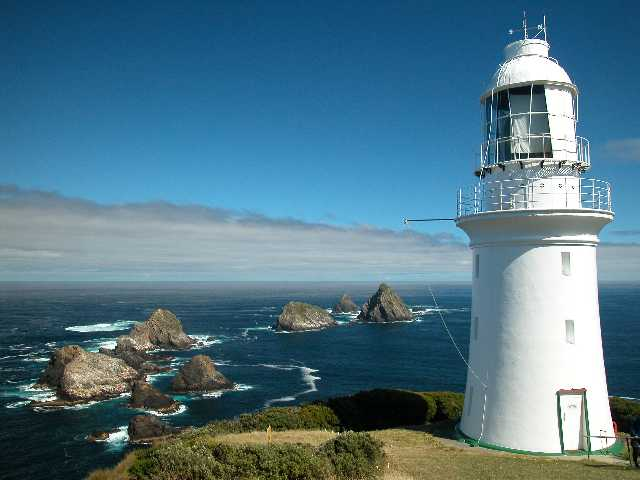
Il faro di Maatsuyker Island e i Needle Rocks

- Round Top Island, isolotto con un'area di 0,062 km², situato circa 7 km a est di Maatsuyker Island e vicino a Flat Top Island 43°38′24″S 146°22′12″E.
- Walker Island, isolotto con un'area di 0,15 km² a nord di Maatsuyker Island 43°37′57″S 146°16′33″E.
- Western Rocks, conosciuti anche come Black Rocks, sono due scogli ad ovest di Walker Island con un'area complessiva di 0,029 km² 43°37′46″S 146°15′29″E.

### Fauna
Le isole sono popolate dall'otaria orsina meridionale e dall'otaria orsina del Capo.
L'isola è stata identificata come Important Bird Area poiché supporta oltre l'1% della popolazione mondiale della berta codacorta (circa un milione e mezzo di coppie); è poi presente il prione fatato, il petrello tuffatore comune, il cormorano faccianera e un migliaio di coppie di pinguino minore blu. Tra gli uccelli marini c'è la specie in pericolo critico della Pterodroma mollis deceptornis (una varietà di petrello piumoso) di cui le isole Maatsuyker hanno il record di allevamento.

### Isole adiacenti
- Louisa Island, a nord nella Louisa Bay.
- Ile du Golfe, a nord-est.
- Pedra Branca e Eddystone, a sud-est.
- Mewstone, a sud.